# James Pleasants
James Pleasants (Powhatan megye, 1769. október 24. – Goochland megye, 1836. november 9.) az Amerikai Egyesült Államok szenátora (Virginia, 1819–1822). 1797–1802 között a virginiai képviselőház tagja, 1803-1811 között a képviselőház jegyzője volt. 1811. január 30-án kinevezték a fellebbviteli bíróság tagjává, de szinte azonnal lemondott. A Demokrata-Republikánus Párt párt tagjaként beválasztották a tizenkettedik és az azt követő négy kongresszusba, ahol 1811. március 4-től 1819. december 14-ig szolgált, amikor lemondott, mivel megválasztották az Egyesült Államok szenátorának. Pleasants volt a Közkiadások Bizottságának elnöke (tizenharmadik kongresszus), majd a Haditengerészeti Minisztérium Költségvetési Bizottságának elnöke (tizenötödik kongresszus).